# Convention de Genève sur la circulation routière

Permis international :
Partie de la convention de 1949
Pas partie de la convention de 1949 ; permis de conduire international reconnu

Convention de Genève sur la circulation routière.

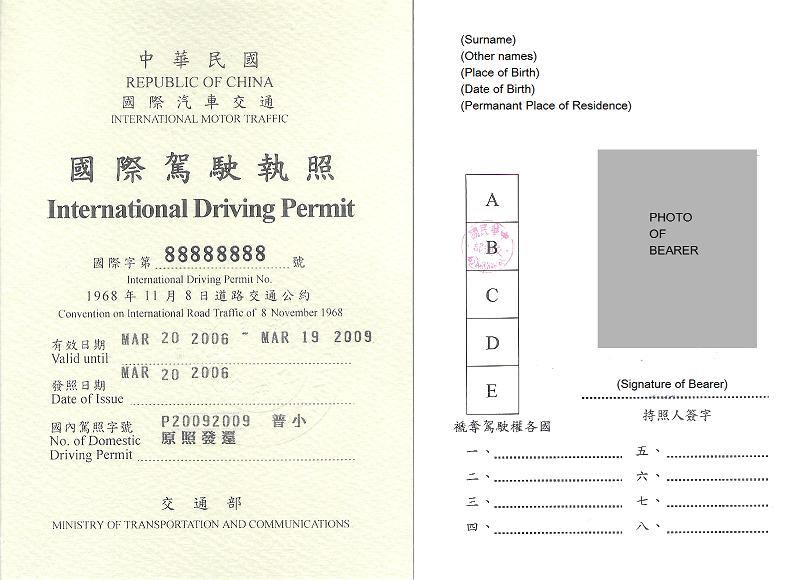
Un permis de conduire international délivré par Taiwan (officiellement République de Chine).

La Convention sur la circulation routière,, aussi connue sous le nom de convention de Genève sur la circulation routière, est un traité international adopté le 19 septembre 1949 et entré en vigueur le 26 mars 1952. Il compte 102 États parties.

## Histoire
L'acte final (no 1671) de la conférence des Nations unies sur les transports routiers et les transports automobiles indique que la conférence intergouvernementale de 1949 a été convoquée par le secrétaire général des Nations unies, car les deux conventions mondiales de 1926, la Convention internationale relative à la circulation routière, et la Convention internationale relative à la circulation automobile, et la convention subséquente de 1931 sur l'unification de la signalisation routière ne répondaient plus aux exigences du moment. Le projet de convention est donc préparé par la CEE-ONU en reprenant des concepts ou des tournures de la convention de 1943 et des deux traités Paris sus-mentionnés.
L'obligation de la présence d'un conducteur serait héritée de l'obligation pour les animaux d'avoir un conducteur présente dans la convention de 1926[Laquelle ?].

## Contenu
Les États qui ont ratifié cette convention ont pour obligation d'amender leur législation afin que celle-ci soit conforme au traité. Les véhicules autonomes peuvent ne pas être compatibles[C'est-à-dire ?] avec la convention de Genève.
La convention traite des équipements mécaniques et de sécurité minimum nécessaires à bord et définit une marque d'identification pour identifier l'origine du véhicule.
- la convention concerne sur une période d'un an au maximum, les véhicules automobiles privés, remorqués et les  conducteurs restant sur leur territoire.
- une garantie pour assurer le paiement des droits à l'importation d'un véhicule à moteur admis au trafic international peut être exigée.
- des mesures nationales appropriées pour la circulation routière sont prévues
- les véhicules à moteur doivent être immatriculés selon la loi, et les autorités compétentes délivrent les certificats d'immatriculation des véhicules à moteur.
- les conducteurs titulaires d'un permis de conduire valide, délivré par un autre Etat partie peuvent conduire sur les routes sans avoir à passer un nouvel examen.

La convention compte trente-cinq article répartis dans sept chapitres. Dix annexes complètent l'instrument. Cependant, les États ratifiant le texte n'ont  pas l'obligation de toutes les signer.

## Pays concernés
En 2021, 102 États sont parties à la convention.
La directive européenne 2019/1936 du 23 octobre 2019 indique que « La convention de Genève des Nations unies sur la circulation routière du 19 septembre 1949, la convention de Vienne sur la circulation routière du 8 novembre 1968 et la convention de Vienne sur la signalisation routière du 8 novembre 1968 devraient être respectées par les parties contractantes », indépendamment de la directive européenne. La directive 2019/1936 du 23 octobre 2019 reprend en fait le texte de la directive 2008/96/EC. En particulier la convention de Vienne sur la circulation routière de 1968 est applicable dans de nombreux États de l'UE, alors que la convention de Genève ne l'est que pour quelques-uns d'entre eux.